# 船帆座IM
船帆座IM，又名CD-48 4831，HD 83368、SAO 221339、HR 3831，是船帆座的一颗恒星，视星等为6.17，位于銀經273.18，銀緯2.52，其B1900.0坐标为赤經9h 32m 47.7s，赤緯-48° 2.52′ 8″。